# Vores år
Vores år er en dansk miniserie på fire afsnit fra 1980, skrevet af Klaus Rifbjerg og instrueret af Palle Kjærulff-Schmidt. Serien blev optaget i 1979 og handler om en fiskerfamilie og deres forskellige omgivelser. Medvirkende tæller blandt andre John Hahn-Petersen, Bodil Lindorff og Merete Voldstedlund med flere.
Størstedelen af optagelserne fandt sted i Rudkøbing på Langeland, mens enkelte scener blev filmet ved et nu nedrevet bondehus i Kokkedal.

## Medvirkende (i udvalg)
- John Hahn-Petersen - Anton Humble
- Merete Voldstedlund - Inge Humble
- Martin Miehe-Renard - Tom Humble
- Bodil Lindorff - Wilhelmine Humble
- Preben Lerdorff Rye - Thorvald Humble
- Birgit Sadolin - Tutta Wersen
- Louis Miehe-Renard - Richard Wersen
- Gudrun Brost - Gunilla Wersen
- Ole Larsen - Thomas Wersen
- Susse Wold - Regitze Cold
- Preben Neergaard - overlæge Horn
- Ove Sprogøe - Ludvig Blom
- Karl Stegger - dommeren Asmussen
- Jannie Faurschou - Ingerlise Lune
- Nis Bank-Mikkelsen - Henrik Lune
- Karen-Lise Mynster - Bente Lorner Lindholm
- Pierre Miehe-Renard - Jens Lorner Lindholm
- Else Petersen - frøken Müller
- Kirsten Olesen - Kim Rasmussen
- Bent Mejding - Gregers Winkel
- Ole Ernst - Karl Randers
- Allan Olsen - Mik